# Período Jōmon

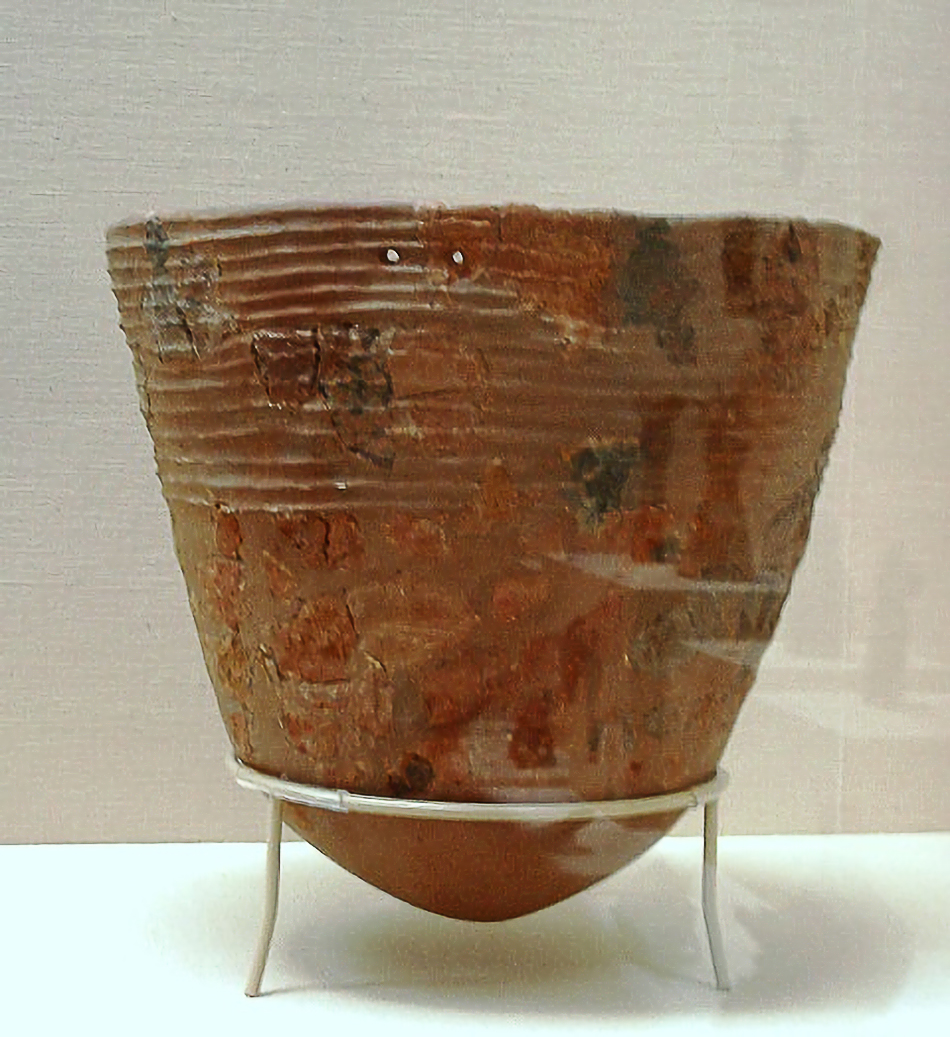
Vasija del período Jōmon Incipiente (10 000-8000 a. C.), la vasija más antigua del mundo, Museo Nacional de Tokio.

El período Jōmon (縄文時代 Jōmon-jidai?) se inició en Japón aproximadamente en el 14 500 a. C. y dura hasta el 300 a. C., si bien estas fechas están en continuo debate y modificación.
Este período se desarrolló desde finales del Pleistoceno hasta el comienzo del Holoceno en el archipiélago japonés; y en la historia mundial corresponde al transcurso de la época entre el Mesolítico (o finales del Paleolítico) hasta la época del Neolítico, durante la Edad de Piedra. Cabe mencionar el descubrimiento de la cerámica y el desarrollo de las denominadas "viviendas-foso" (竪穴住居 pit-dwelling) (es decir, viviendas con plantas excavadas en profundidad), entre otros fenómenos culturales.

## Origen del nombre

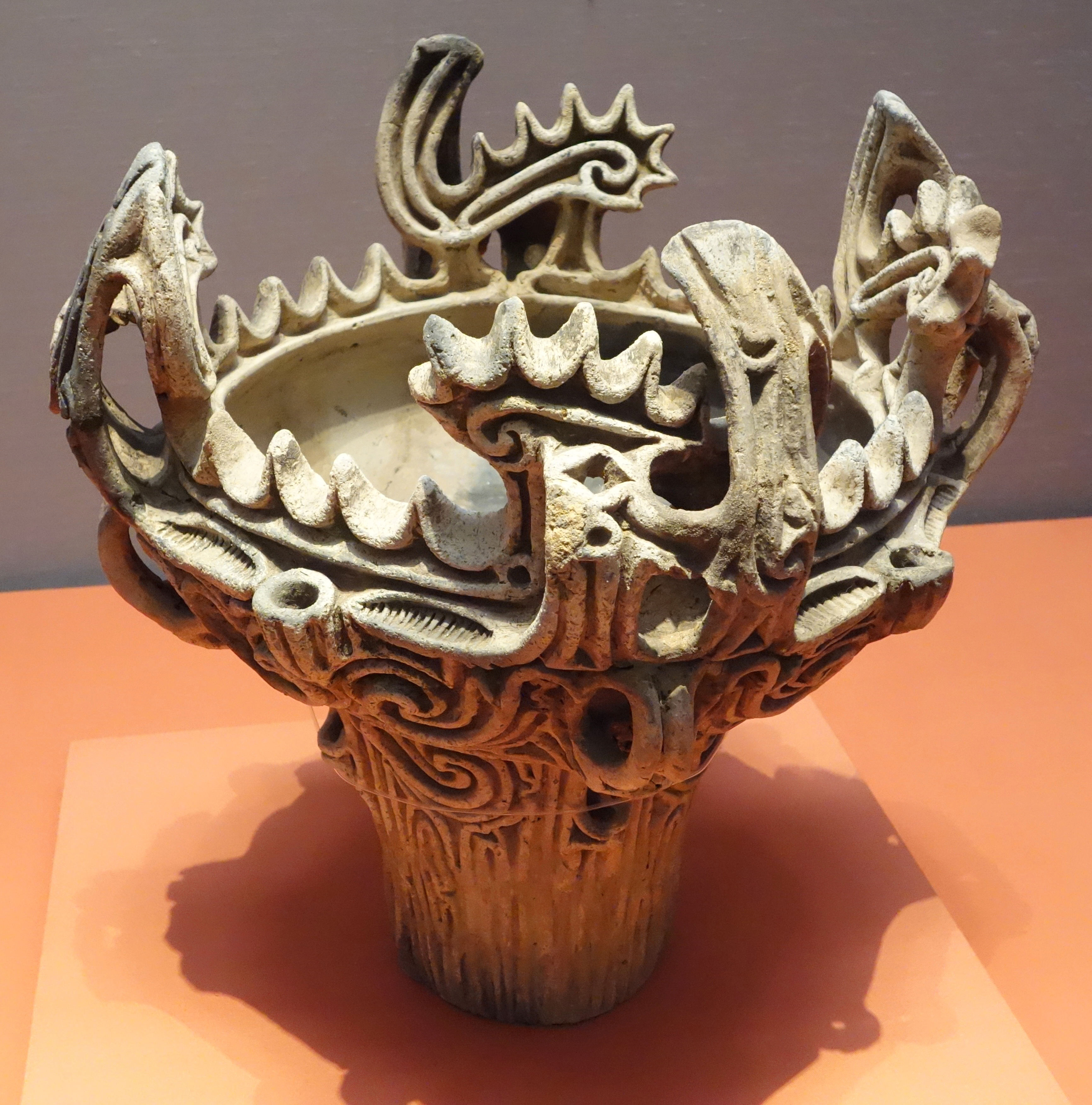
Obra del Jōmon Medio (3000-2000 a. C.)

El término "jōmon" (en japonés 縄文) tiene su origen en la expresión inglesa "cord marked pottery" ("cerámica con marcas de cuerda"), utilizada por el zoólogo y orientalista estadounidense Edward S. Morse en 1877, para referirse a la cerámica hallada en el conchero de Oomori. Esta cerámica fue considerada como uno de los elementos más característicos de la Edad de Piedra en Japón. Con el posterior descubrimiento de la cerámica yayoi y el desarrollo de los estudios tipológicos, se estableció la distinción entre cerámica jōmon y cerámica yayoi, base de la actual división entre el período Jōmon (縄文時代）y el período Yayoi (弥生時代).

## Distribución geográfica
Aun reconociendo la existencia de variantes regionales, la cultura Jōmon mantuvo unos patrones similares en el ámbito de todas las islas, desde Hokkaido hasta Okinawa. Su base económica fue dada por las actividades cinegéticas, pesqueras y recolectoras, aunque también se ha supuesto la existencia de una agricultura muy primitiva de cereales.
Los estudios de mapeo genético hecho por Cavalli-Sforza han mostrado un patrón de expansión genética de la región del mar de Japón al resto de Asia. Estos estudios también sugieren que la expansión demográfica Jomon posiblemente pudo haber llegado a América a través de un camino a lo largo de la costa del Pacífico.

## Cultura y tecnología
Este período toma su nombre precisamente del tipo de alfarería desarrollada, siendo su significado «marca de cuerda», señal distintiva que dejaban las cuerdas sobre arcilla húmeda, que se formaba con tiras de barro cocidas a bajas temperaturas. Según su datación, la cerámica de este período es la más antigua del mundo.
Los habitantes de Hokkaidō y del norte de Honshū no adoptaron el sistema de arrozales (introducido desde el continente asiático hacia 500 a. C.),[cita requerida] probablemente debido a la debilidad de la cepa del arroz ante el frío. Mientras en Shikoku, Kyūshū y Honshū se desarrolló la cultura Yayoi, en Hokkaidô se mantuvo sin grandes alteraciones la cultura Jōmon, aunque en esta nueva etapa suele denominarse cultura (período) epi-jōmon o zoku-jōmon.[cita requerida]

### Cerámica
De acuerdo con la evidencia arqueológica, el pueblo Jōmon creó algunas de las vasijas de cerámica más antiguas de la historia, conocidas como cerámica Jōmon, que datan del siglo XIV a. C. Esta cerámica fue datada por primera vez después de la Segunda Guerra Mundial, a través de los métodos de datación por radiocarbono. 
La arqueóloga Junko Habu indica que «La mayoría de los expertos japoneses afirman hoy que la producción de cerámica fue desarrollada por primera vez en el continente asiático y posteriormente introducida en el archipiélago japonés», y explica que «una serie de excavaciones en la cuenca del río Amur en las décadas de 1980 y 1990 reveló que la cerámica en esta región puede ser tan antigua como la cerámica de la “Cueva Fukui”, si no mas antigua».
La cerámica del Periodo Jōmon fue nombrada Jōmon Doki, la primera palabra significa ‘patrón de cuerda’ y se refiere a la decoración en barro que se asemeja a diseños realizados con una cuerda.
Las vasijas se utilizaban sobre todo para cocinar, transportar agua o almacenar los alimentos, lo que permitió mejorar las condiciones de vida. Se elaboraban en hornos abiertos a una temperatura entre 500 °C y 600 °C una vez ya torneado el barro. Estas vasijas fueron evolucionando a lo largo del período; en la era Incipiente (11.000 a. C. al 5.000 a. C.), contaban con una base puntiaguda para clavarse en tierra y preparar alimentos en el exterior. Posteriormente, durante la fase Temprana (5.500 a. C. al 3.500 a. C.) se comenzaron a hacer con base plana, lo que indica que se empezó a cocinar bajo techo. Esta fase se caracteriza por su vistosidad, pues las cerámicas estaban profusamente decoradas con patrones, figuras de serpientes y demás diseños llamativos, lo cual puede significar que tuvieran un uso ritual y funcional. En la zona norte de Honshū y en el sur de Hokkaidō destacó un tipo de vasija fina y de forma cilíndrica, mientras que en Kyūshū aparecen florituras de espiga. Finalmente la fase Tardía (2.500 a. C. al 1.500 a. C.) se caracteriza por el diseño más simple, las paredes más delgadas y por su uso funcional.
La cerámica tuvo una gran importancia cultural para los Jōmon, ya que su uso ritual y funerario fue habitual. De este modo, se han encontrado grandes vasijas que se utilizaron para enterrar a jóvenes u otras que buscaban ser ofrendas religiosas.
El pueblo Jōmon moldeó también figuras de barro, llamadas dogū y vasos decorados con motivos más sofisticados, usando cuerdas trenzadas y sin trenzar así como varas de árboles para hacer impresiones sobre la arcilla húmeda. Así pues, las dōgu se emplearon de forma ritual, siendo las figurillas una posible representación de mujeres embarazadas. Además algunas se han encontrado rotas de una forma no fortuita, lo que puede indicar que se realizaban para trasmitir una enfermedad a la propia figura.

### Hábitos

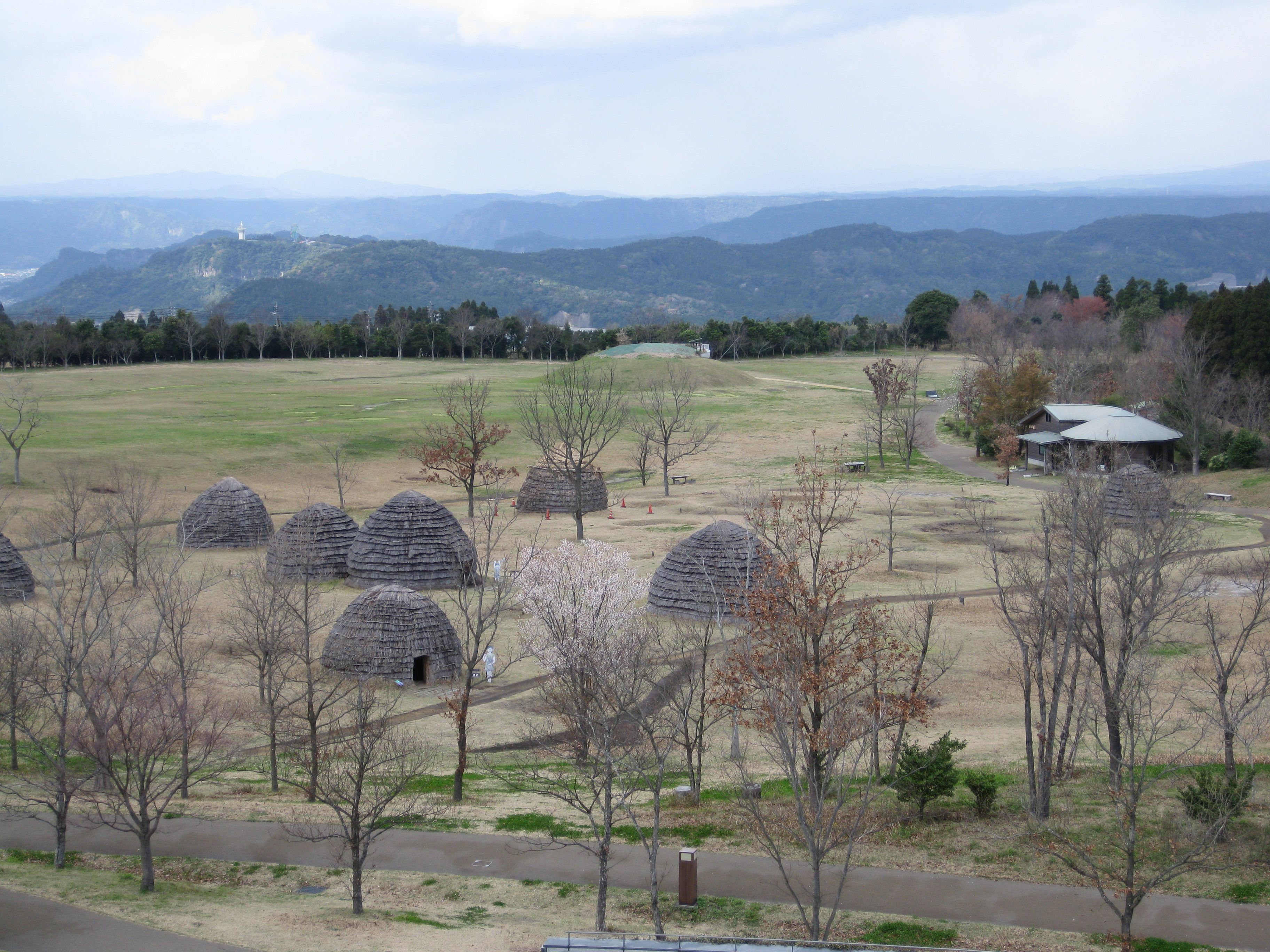
Poblado del período Jōmon, reconstruido a partir de los restos de Uenohara. Kagoshima.

Planta de una casa rectangular.

Gracias a los montículos de desperdicios que los Jōmon dejaron atrás se sabe de sus costumbres y su forma de alimentación. Así, se han encontrado evidencias de que consumían fruta, nueces, carne pescado y marisco. Con la subida de la temperatura entre el 8.000 y 3.000 a. C., los primeros pobladores se asentaron en la costa y en estuarios. Allí se han hallado restos de moluscos, conchas, huesos de ciervos y osos, arcos, arpones y remos, entre otros.
Los asentamientos se caracterizaron por ser semipermanentes. Las casas consistían en una construcción hundida con un techo de paja, donde vivían cinco o seis personas. Alrededor de un hogar central con revestimientos en piedra se encontraban media docena de puestos semi-excavados. Es destacable que durante el período Tardío se reservaron algunos huecos más grandes, lo que podría indicar que eran lugares rituales o bien la casa del cacique del poblado.
En cuanto al comercio, si bien las comunidades eran autosuficientes por lo general, se han encontrado indicios de intercambios entre regiones. Debido a esto, en las tierras altas de la actual prefectura de Nagano se han hallado restos de sal, a su vez que en la zona costera aparecieron instrumentos de obsidiana y piedra.

## Subdivisiones

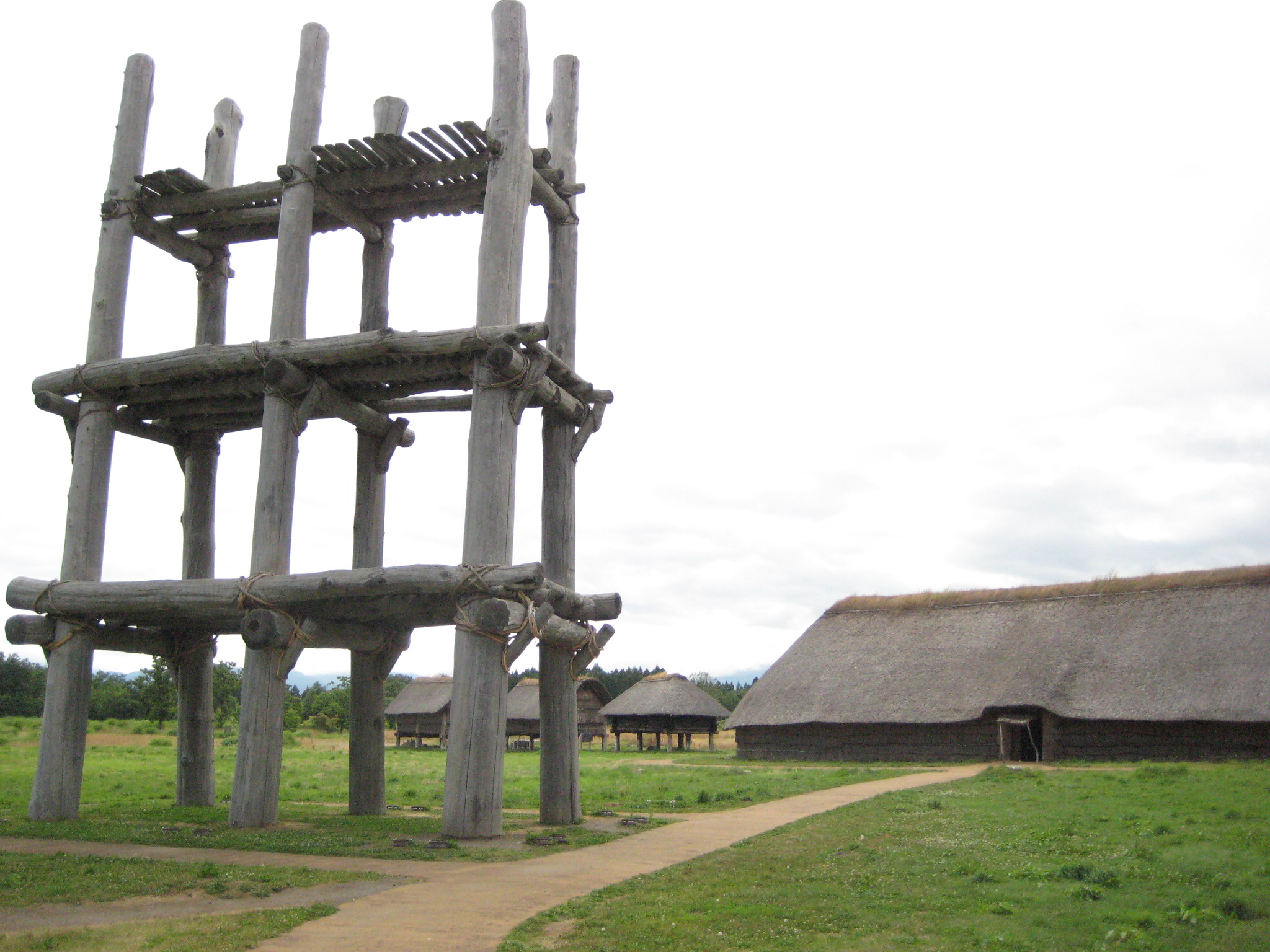
Edificios reconstruidos en Sannai-Maruyama, Prefectura de Aomori.

Arqueológicamente, esta etapa se divide en seis subperíodos. Las discrepancias en fechas según los distintos autores son acusadas. En la siguiente tabla se muestra una de ellas de manera orientativa:
| Subperiodos                | Fechas            |
| -------------------------- | ----------------- |
| Jōmon incipiente           | 11 000-7500 a. C. |
| Jōmon inicial              | 7500-4000 a. C.   |
| Jōmon temprano o primitivo | 4000-3000 a. C.   |
| Jōmon medio                | 3000-2000 a. C.   |
| Jōmon tardío               | 2000-1000 a. C.   |
| Jōmon final                | 1000-500 a. C.    |

Los períodos Jōmon primitivo y medio vieron una explosión en la población, según lo indicado por el número de asentamientos de este período. Estos dos períodos ocurrieron durante el óptimo climático del Holoceno (entre 4000 y 2000 a. C.), cuando el clima local se volvió más húmedo.
Del subperíodo Jōmon final se han hallado las figurillas y vasijas dogū de cerámica con significación simbólica y muy ornamentada, como las llamadas vasijas de 'estilo llama' y los objetos de madera lacada. Este período experimentó un aumento en la complejidad del diseño de las casas de zanja, la vivienda más comúnmente utilizada en ese momento, y algunas incluso tienen pisos pavimentados de piedra. Un estudio realizado en 2015 encontró que esta forma de vivienda continuó hasta la cultura Satsumon.

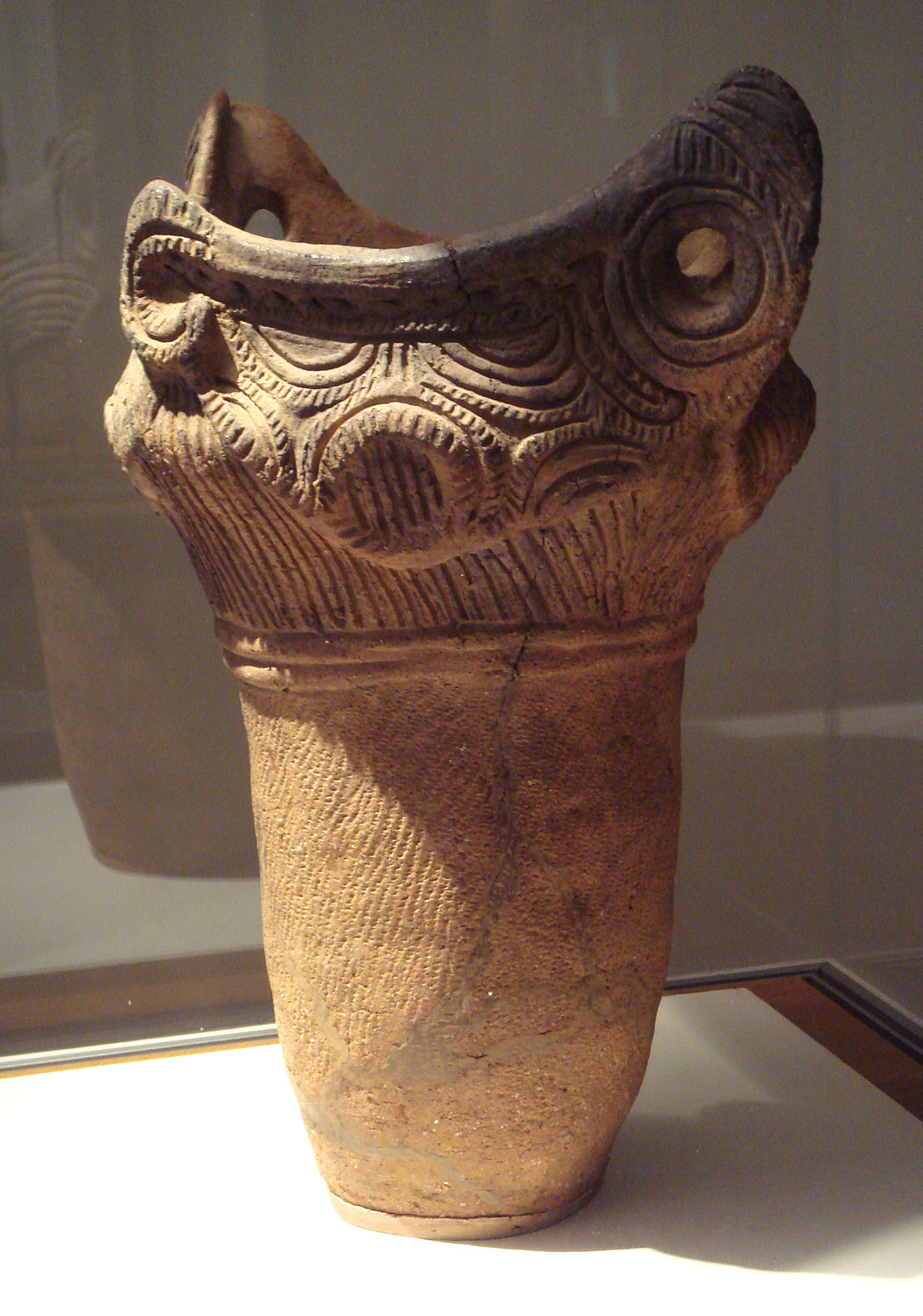
Vasija del Jōmon medio, 2000 a. C.
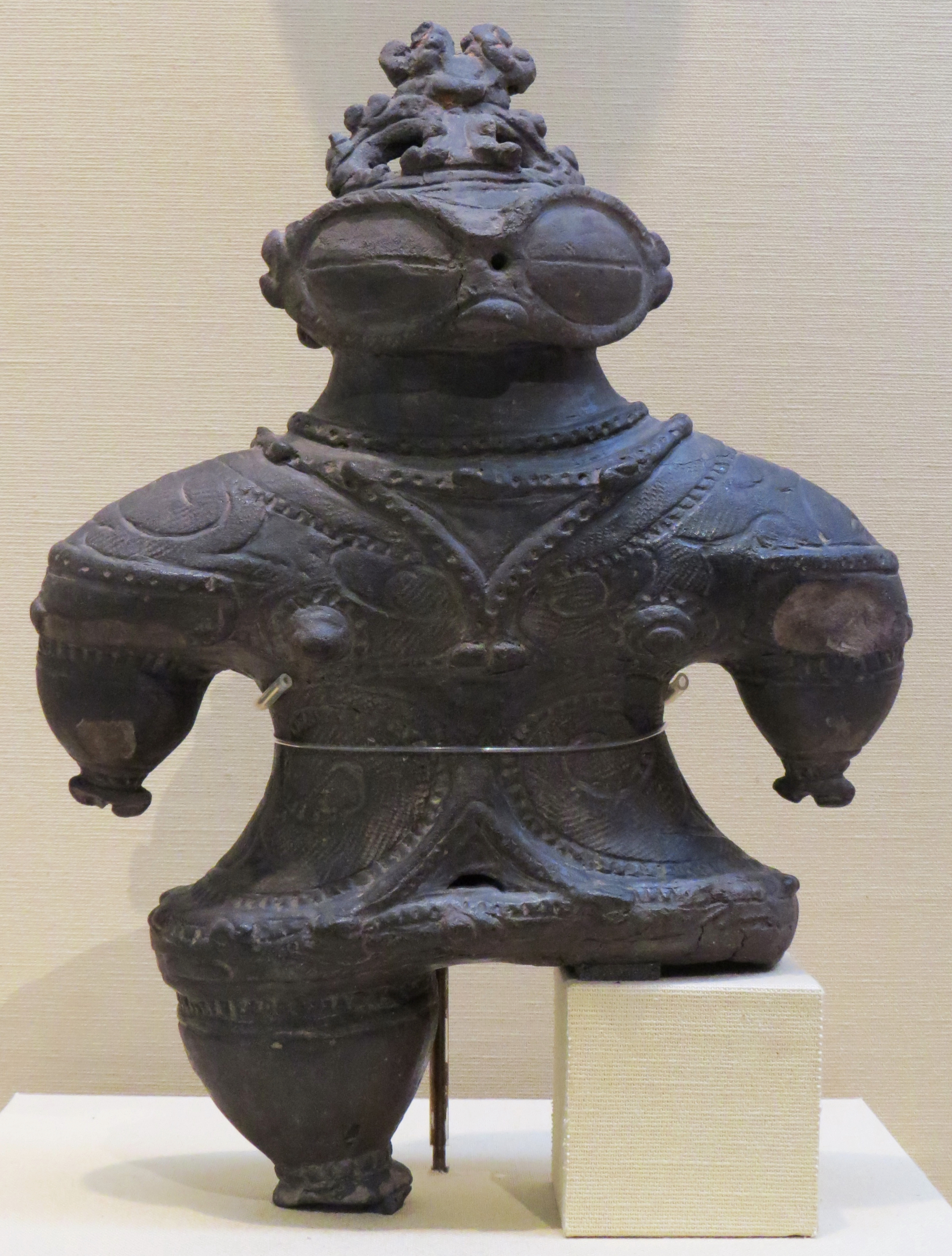
Estatua llamada dogū (土偶 "Figura de la tierra") del Jōmon final (1000-300 a. C.), Museo Nacional de Tokio, Japón.
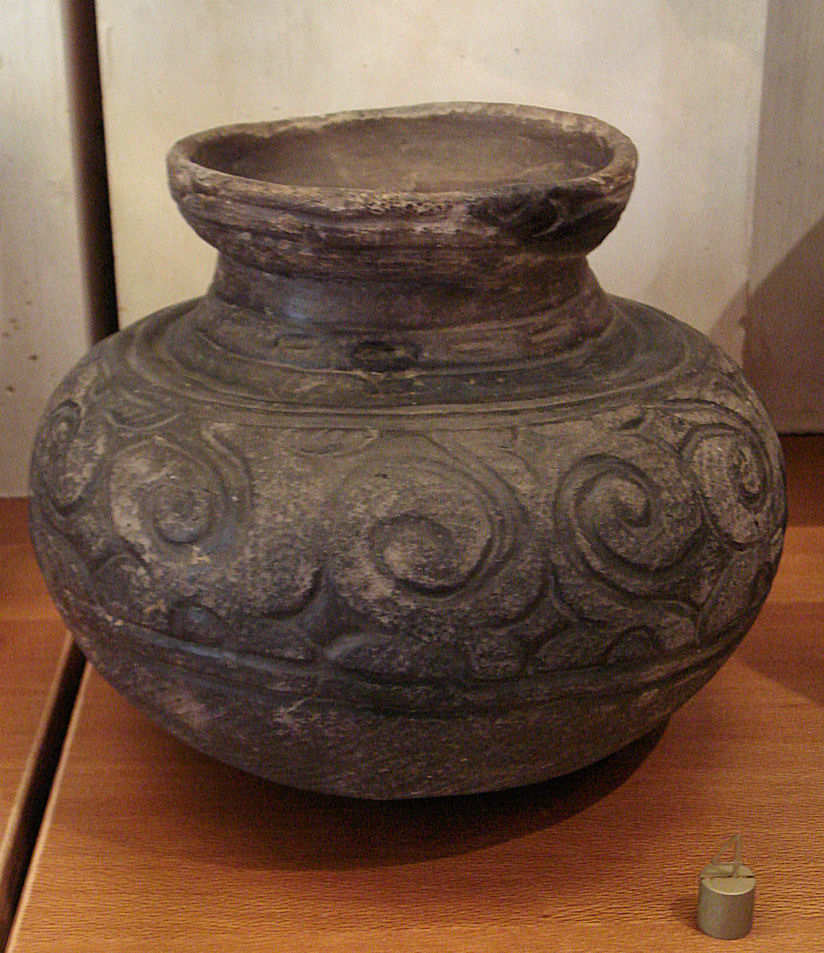
Vasija con espirales. Jōmon final, estilo Kamegaoka.
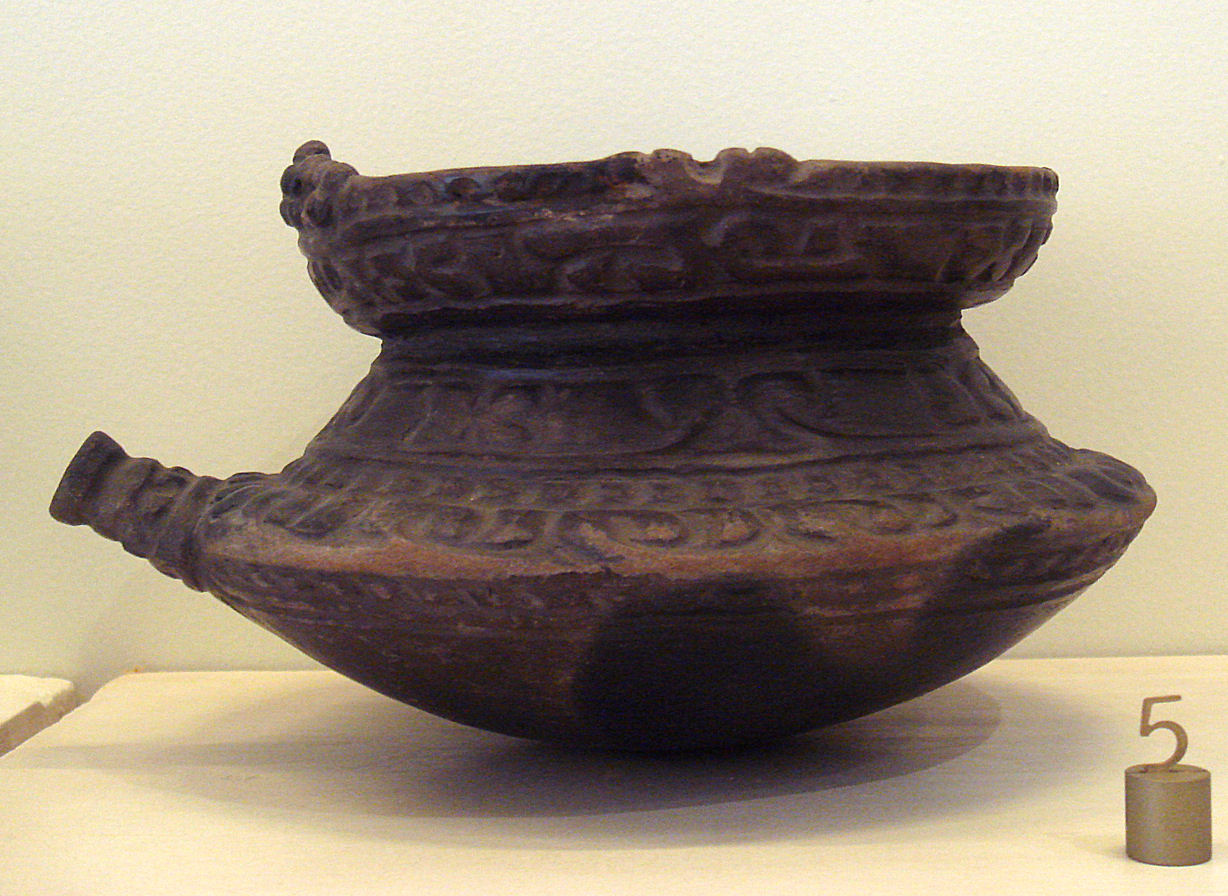
Vasija. Jōmon final, estilo Kamegaoka.